# Lucio San Pedro

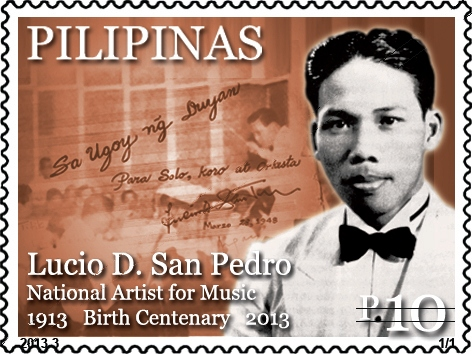
Lucio San Pedro

Lucio Diestro San Pedro (Angono, Rizal, 11 februari 1913 – 31 maart 2002) was een Filipijns componist, muziekpedagoog, leraar, dirigent en organist. Op 9 mei 1991 werd San Pedro door de toenmalige president Corazon Aquino uitgeroepen tot Nationaal Artiest van de Filipijnen.

## Levensloop
San Pedro was afkomstig uit een muzikale familie en kreeg al op vroege leeftijd muzieklessen. Toen zijn grootvader overleed, volgde hij hem op als kerkorganist. In diezelfde periode begon hij ook met het schrijven van eenvoudige composities. Bekend zijn liederen, hymnen en twee volledige missen voor zangstemmen en orkest. Nadat hij bij verschillende prominente Filipijnse docenten gestudeerd had, volgde hij verdere studies compositie, bij onder andere de Nederlander Bernard Wagenaar, harmonie en orkestratie bij Vittorio Giannini. In 1947 studeerde hij gedurende een bepaalde periode ook aan de befaamde Juilliard School of Music in New York.
Naast componist en dirigent was hij ook docent en later professor. Hij doceerde aan de afdeling voor kunst en muziek van de University of Manila in Manilla, aan het St. Scholastica’s College (SSC) Manilla-Malate, aan de Philippine Women’s University in Manilla, het St. Paul’s College, het La Concordia College, het Santa Isabel College, het St Joseph College, de Centro Escolar University in Manilla, de Philippine Normal University in Manilla en aan de University of the Philippines-Conservatory of Music in Manilla. Aan de laatstgenoemde universiteit werd hij later tot professor benoemd en was hij van 1970 tot 1973 hoofd van de compositie-afdeling. In 1978 ging hij met pensioen en in 1979 werd hij professor-emeritus.
San Pedro was dirigent van de Peng Kong Grand Mason Concert Band, de San Pedro Band of Angono (het voormalig harmonieorkest van zijn vader) en de Banda Angono Numero Uno. Zijn inzet voor de ontwikkeling van de harmonieorkesten en de muziekcultuur op de Filipijnen heeft vooral bij de jonge bevolking tot een verbreiding en uiteenzetting met de westerse muziek gevoerd.
Als componist schreef hij werken voor verschillende genres zoals voor harmonieorkest, soloconcerten met orkest, koorwerken, cantates, liederen en kamermuziek.
San Pedro werd begraven op de centrale begraafplaats ("Tanghalang Pambansa") in zijn geboorteplaats Angono in aanwezigheid van bekende Filipijnse kunstenaars als Napoleon Abueva, Daisy Avellana, Leonor Gokingco, Nick Joaquin, Arturo Luz, Jose Maceda en Andrea Veneracion.

## Composities

### Werken voor orkest
- 1948 Concert in d klein, voor viool en orkest
- 1952 Ang Buan sa Kabundukan, symfonisch gedicht
  1. Twilight-Lento ma non troppo
  2. Soft, cool evening breeze-Anda
  3. Clouds passing by
- 1956 Suite Pastorale
- 1961 Lahing Kayumanggi arrullo Sa Ugoy, symfonisch gedicht over het lied "Bahay Kubo"
  1. Larghetto
  2. Allegro Animato[2]
  3. Tranquillo Solemne
- 1976 Sa Dalampasigan, romance voor bariton, gemengd koor en orkest
  1. Moderato con moto
  2. Allegro con moderato
  3. Moderato con moto
- Bayanihan
- Bayanihan sa Bukid
- Hope and Ambition
- The Invasion of Limahong
- Malakas at Maganda Overture
- Muslim Betrothal
- Portrait of Purita
- Prelude and Fugue in d klein
- Serenade
- The Devil's Bridge
- The Martyrdom of Rizal

### Werken voor harmonieorkesten
- Angononian March
- Centennial march
- Dance of the Fairies
- Lahing Kayumanggi arrullo Sa Ugoy, symfonisch gedicht
- Leron Leron Neneg
- Live to Play, Play to Live[3]
- Triumphal March

### Missen, oratoria, cantates en gewijde muziek
- Aleluya
- First Mass at Limasawa
- Hosanna
- Latijnse mis
- Misa
- Cantate voor Paasdag, cantate
- The Lord’s Prayer
- The Redeemer, oratorium over het leven en sterven van Jesus Christus
- Transfiguration of Christ

### Muziektheater

#### Muziek voor toneelstukken
- Martir sa Golgota
- Cyrano de Bergerac
- Kid Labuyo

### Werken voor koren
- Payapang Daigdig
- Rizal's Valedictory Poem
- Sa Mahal Kong Bayan[4]
- Sitsirisit
- Umawit Kang Masaya

### Liederen
- 1943 Sa Ugoy ng Duyan - tekst: Levi Celerio[5]
- In the Silence of the Night
- Lulay
- Magpupukot
- Pandangguhan
- Simbang-Gabi
- When Lost In Dreams

### Kamermuziek
- Koperkwintet

### Werken voor piano
- Sa Lupang Sarili

### Filmmuziek
- Alabok na Ginto
- Darna
- Limbas
- Noli Me Tangere
- Sakada

## Prijzen en onderscheidingen
- 1962 Republic Cultural Heritage Award voor de compositie Lahing Kayumanggi
- 1982 "Tanglaw ng Lahi Award" van de kunst en muziekafdeling (Ateneo) van de University of Manilla
- 1983 "Signum Meriti Award" van de De La Salle Universiteit in Manilla
- 1991 Ere-doctor van de University of the Philippines-Conservatory of Music in Manilla